# 四氯化铬
四氯化铬是一种不稳定的铬的氯化物，化学式为CrCl4。它可以由三氯化铬和氯气在加热下制备，在常温下又分解成原来的反应物。 
{\displaystyle {\rm {\ 2CrCl_{3}+Cl_{2}{\xrightarrow {\Delta }}2CrCl_{4}}}}